# Franciszek Godlewski

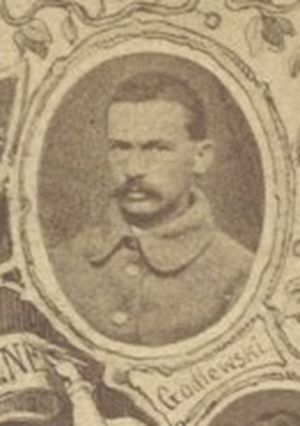
Franciszek Godlewski na rycinie z 1868

Franciszek Godlewski (ur. ok. 1834, zm. 4 lutego 1863 pod Rawą Mazowiecką) – spiskowiec, uczestnik powstania styczniowego.
Pochodził z rodziny łomżyńskiej szlachty zaściankowej. W 1857 należał do młodzieżowego koła spiskowców. W 1858 pojechał z misją do Paryża, gdzie zetknął się z Ludwikiem Mierosławskim. 
Po powrocie do Warszawy, brał udział w przygotowaniu akcji spiskowych i manifestacji patriotycznych w latach 1860 – 1861. W październiku 1860, w czasie warszawskiego zjazdu monarchów, przeszkodził iluminacjom i balom towarzyszącym konferencji, a na przedstawieniu galowym w Teatrze Wielkim oblał fotele cuchnącym płynem. Był bliskim współpracownikiem Apollo Korzeniowskiego i wszedł w skład utworzonego przez niego Komitetu Miejskiego. Od grudnia 1861 redagował tajny organ sprzysiężenia Pobudkę. Aresztowany został przez Rosjan 10 kwietnia 1862 za organizowanie demonstracji przeciwko prymasowi Zygmuntowi Szczęsnemu Felińskiemu. Skazany został na roty aresztanckie. Jesienią 1862 uwolniony, został członkiem Komitetu Centralnego Narodowego. 
W grudniu 1862 wysłany do Paryża z funduszem na zakup broni. Tam został zatrzymany w hotelu Corneille przez policję francuską, a kopia dokumentów została wysłana do Warszawy przez posła rosyjskiego Badberga. Po powrocie do kraju poległ w bitwie pod Rawą.